# Gran Premio Costa degli Etruschi 2007
Il Gran Premio Costa degli Etruschi 2007, dodicesima edizione della corsa e valida come evento dell'UCI Europe Tour 2007 categoria 1.1, fu disputato il 10 febbraio 2007, su un percorso di 193 km. Fu vinta dall'italiano Alessandro Petacchi, al traguardo con il tempo di 4h38'00" alla media di 41,655 km/h.
Partenza a San Vincenzo con 197 ciclisti, di cui 177 portarono a termine il percorso.

## Ordine d'arrivo (Top 10)
| Pos. | Corridore             | Squadra      | Tempo    |
| ---- | --------------------- | ------------ | -------- |
| 1    | Alessandro Petacchi   | Team Milram  | 4h38'00" |
| 2    | Gabriele Balducci     | Acqua & Sap. | s.t.     |
| 3    | Daniele Bennati       | Lampre       | s.t.     |
| 4    | Robert Hunter         | Barloworld   | s.t.     |
| 5    | Giosuè Bonomi         | Barloworld   | s.t.     |
| 6    | Crescenzo D'Amore     | OTC Doors    | s.t.     |
| 7    | Krzysztof Szczawinski | Miche        | s.t.     |
| 8    | Francesco Chicchi     | Liquigas     | s.t.     |
| 9    | Jochen Summer         | ELK Haus     | s.t.     |
| 10   | Tiziano Dall'Antonia  | Panaria      | s.t.     |